# Murgab (Karakum)
Der Murgab (auch Morghab, turkmenisch Murgap, russisch Мургаб; in der Antike Margus bzw. altgriechisch Μάργος Margos) ist ein 978 km langer Fluss in Afghanistan und Turkmenistan (Zentralasien).

## Verlauf
Er entspringt im nordwestlichen Afghanistan im Selseleh-ye Safīd Kūh-Gebirge (antiker Name: Paropamisos). Vorerst als natürliche Trennlinie von Bandi-Turkestan im Norden und des Selseleh-ye Safīd Kūh-Gebirges im Süden in einem Tal in Richtung Westen fließend und dann nach Nordwesten abknickend erreicht er die Stadt Bala Murgab. Von dort bildet er auf etwa 16 km Länge die natürliche Grenze zu Turkmenistan, wonach er endgültig den zuletzt genannten Staat erreicht. Dort tritt sein Wasser allmählich in die Wüste Karakum ein. Darin verläuft er als Fremdlingsfluss weiter in Richtung Nordwesten, wobei von Südwesten das Wasser seines größten Zuflusses einmündet – der Kuschka. Beide Flüsse werden bei Daşköpri bzw. Ýolöten durch ein Absperrbauwerk zu einem Stausee aufgestaut (⊙). Fortan wird das Fließgewässer von Eisenbahngleisen bis Mary begleitet. Wenn er genügend Wasser führt, versickert sein Wasser im Rahmen eines Binnendeltas, das sich bei Yolöten aufzusplitten beginnt, erst nördlich des Karakumkanals in der Karakum-Wüste.
Zwischen den nahe beieinander liegenden Städten Murgap und Mary wird der Murgab vom Karakumkanal und der Transkaspischen Eisenbahn gekreuzt (⊙). Unweit der beiden Städte stehen die antiken Ruinen der Oasenstadt Merv.

## Hydrometrie
Mittlerer monatlicher Abfluss des Murgab (in m³/s) am Pegel Bala Murghab
gemessen von 1969–1978

## Geschichte
Der Herrscher des Emirats Buchara, Ma'sum Schah Murad griff 1788 den Iran an, eroberte Merw und zerstörte die Murghab-Dämme.